# Blackguards 2
Blackguards 2 est un jeu vidéo de type tactical RPG développé et édité par Daedalic Entertainment, sorti en 2015 sur Windows, Mac, PlayStation 4 et Xbox One.
Il fait suite à Blackguards : L'Œil noir.

## Accueil
- IGN : 7,8/10[1]
- Jeuxvideo.com : 14/20[2]